# Georges Frédéric Hubmeyer
Georges Frédéric Hubmeyer (né le 2 avril 1734 à Strasbourg et mort dans la même ville le 21 avril 1798) est un orfèvre actif à Strasbourg au XVIIIe siècle.

## Biographie
Fils de J. F. Hubmeyer, perruquier, il est né en 1734 à Strasbourg, effectue son apprentissage chez J. J. Hammer, est reçu maître en 1774.

## Œuvre
Le musée des Arts décoratifs de Strasbourg détient deux paires de salières tripodes de forme circulaire. Chacun des trois pieds se prolonge en tiges feuillues se terminant par une prise circulaire ajourée et ciselée d'un ruban noué.
Le poinçon du maître et celui de Strasbourg (13 à fleur de lys) sont présents.
Les deux paires de salières sont très semblables, mais dans le premier cas, le dessus est orné d'un anneau biseauté et cannelé qui reçoit la doublure en verre taillé, alors que, dans le second, les doublures en verre sont manquantes.
La date de création des pièces est estimée entre 1762 et 1789.
Ces pièces ont été présentées lors de l'exposition L'Alsace française 1648-1948 à Strasbourg en 1948.

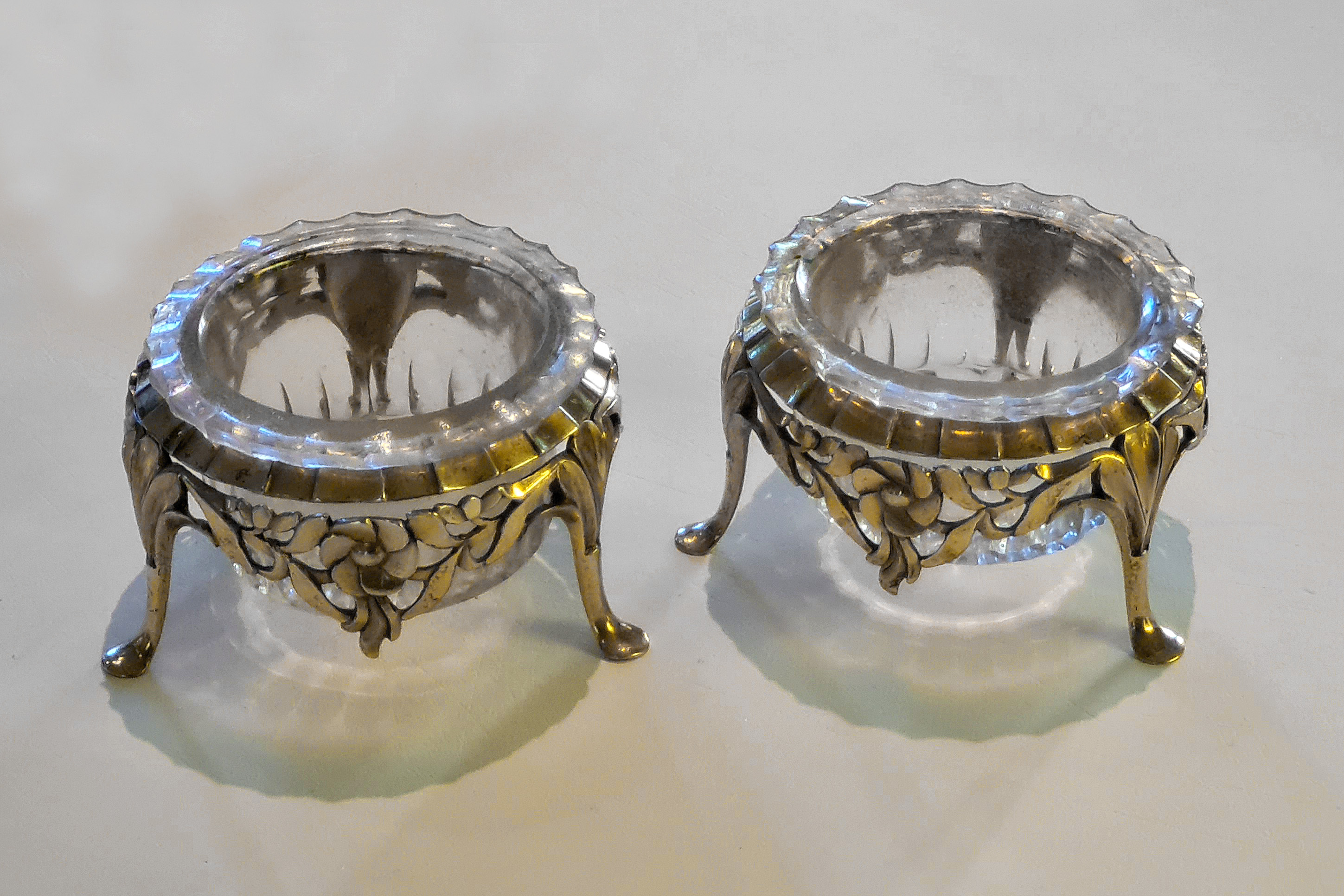
Salières en argent doré et verre.
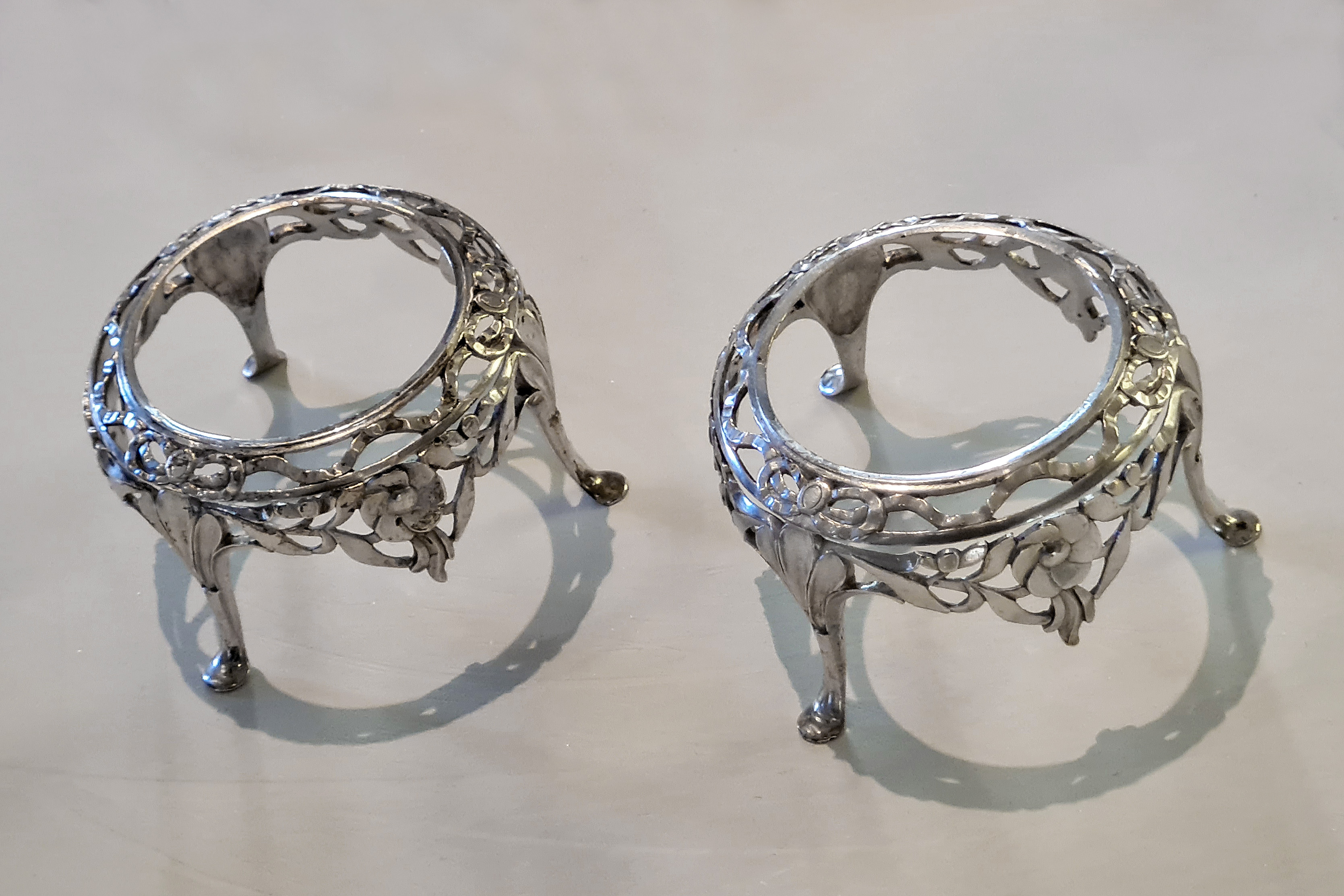
Salières en argent.